# São José do Jacuípe
São José do Jacuípe est une municipalité brésilienne de l'État de Bahia et la microrégion de Jacobina.